# Decavanadato de sódio
Decavanadato de sódio (Na6[V10O28]) é um composto inorgânico. É o sal de sódio do ânion decavanadato, [V10O28]6−.Decavanadato é o único dentre os vanadatos que forma uma solução aquosa de coloração laranja. Numerosos sais de decavanadato e derivados têm sido isolados e estudados desde 1956 quando foi caracterizado pela primeira vez.

## Preparação

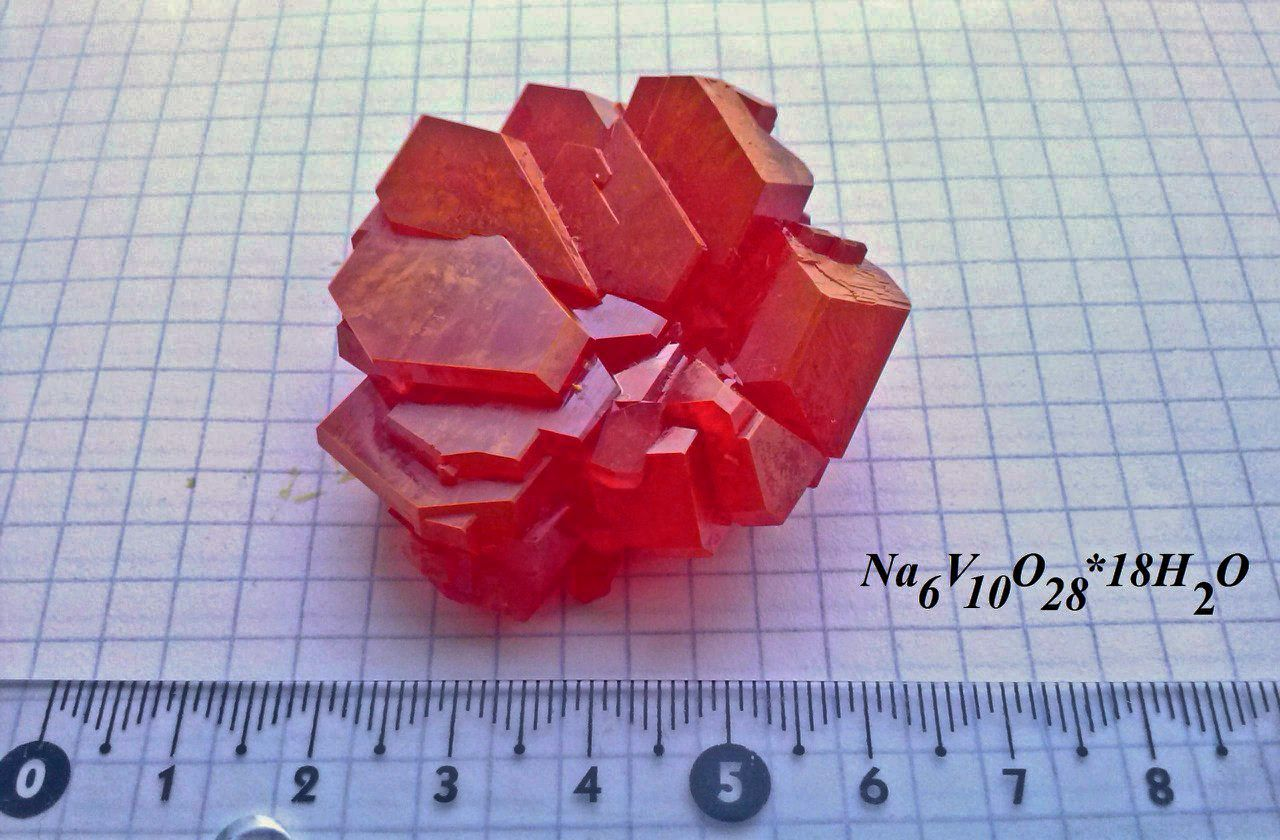
Cristais de decavanadato de sódio.

A preparação do decavanadato é conseguido por acidificação de uma solução aquosa de vanadato.
10Na3VO4 + 24CH3CO2H → Na6[V10O28] + 24Na(CH3CO2)
A formação do decavanadato é otimizada pelo controle de pH entre 4 e 7. O produto pode ser purificado através de recristalização em água. Subprodutos típicos incluem metavanadato, [VO3]−, e hexavanadato, [V6O16]2−.

## Estrutura

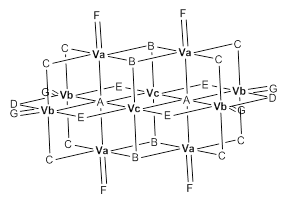
Figura 1: Estrutura do íon decavanadato com os átomos de V e O indicados.

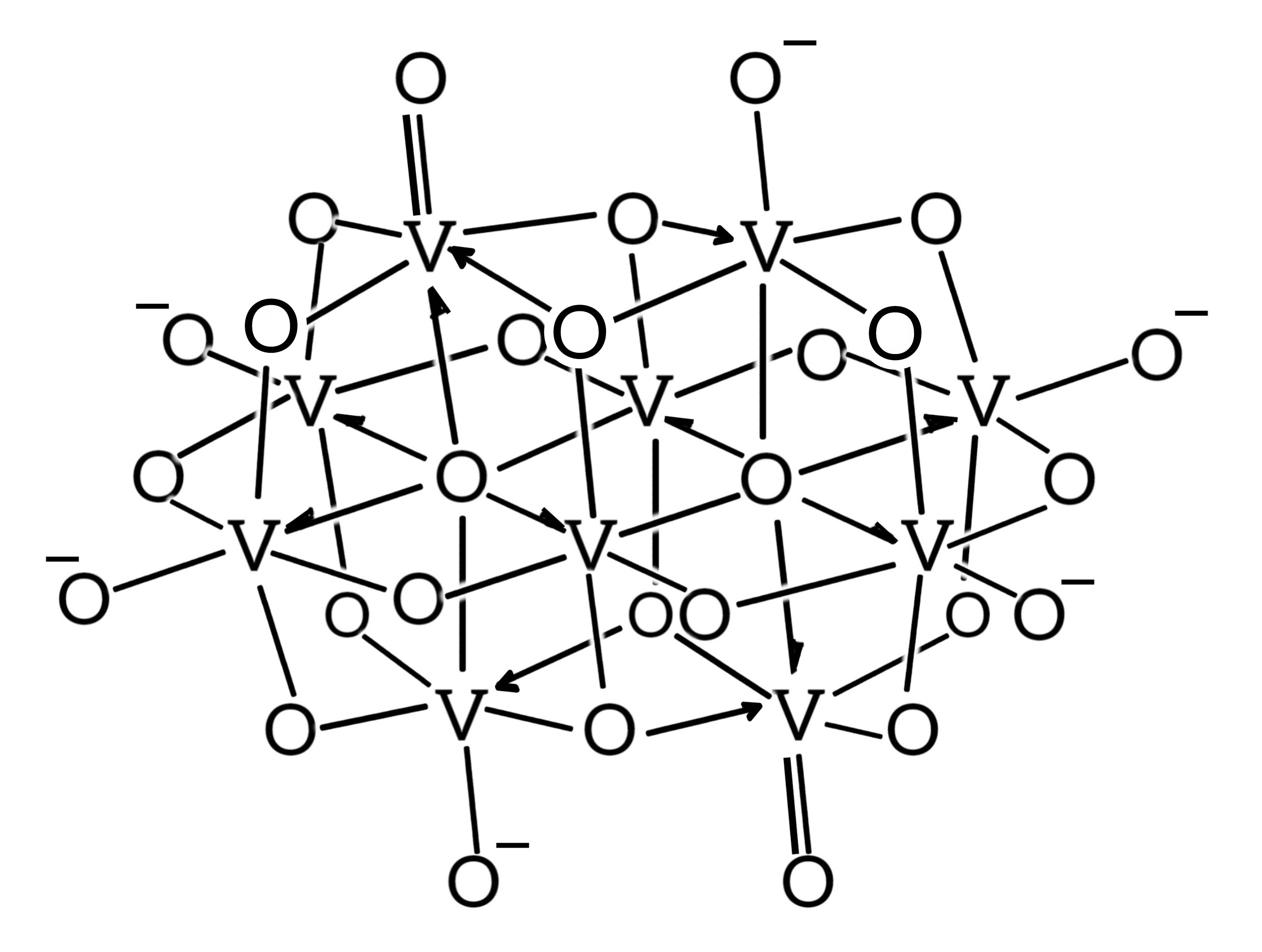
Estrutura do ânion decavanadato.

O íon decavanadato consiste em seis octaedros de VO6 fundidos e possui simetria D2h. A estrutura do Na6[V10O28]·18H2O foi confirmada com a cristalografia de raio X.
Os ânions de decavanadato contêm três grupos de átomos de vanádio equivalentes (ver fig. 1). Inclui dois octaédros centrais de VO6 (Vc) e quatro grupos tetragonais-piramidais periféricos de VO5  (Va and Vb). Existem sete grupos de átomos de oxigênio (assinalado de A ao G).  Dois desses (A) se ligam aos V dos centros, quatro (B) se ligam aos V dos centros, quatorze (C, D e E) entre os limites das arestas dos pares de V centrais, e por fim (F and G) estão em posição periférica. Os oxigênios denotados pela letra A são hexacoordenados, ligando-se a seis átomos de vanádio, um número de coordenação incomum para o oxigênio. Esse tipo de estrutura só pode ser explicada em termos de ligações tricentradas com dois elétrons.
O estado de oxidação do vanádio em decavanadato é +5. Vanádio pode agir como agente oxidante e forma vanádio(IV) ou vanádio(III). A exposição ao ar mantém o vanadato, tornando-os compostos estáveis.

## Decavanadatos relacionados
Muitos sais de decavanadato estão sendo caracterizados. NH4+, Ca2+, Ba2+, Sr2+, e sais de decavanadato com cátions do grupo I estão sendo praparados por reação ácido-base entre V2O5 e o óxido, hidróxido, carbonato, ou hidrogenocarbonato dos cátions desejados.
6NH3 + 5V2O5 + 3H2O ⇌ (NH4)6[V10O28]
Outros decavanadatos:
(NH4)6[V10O28]·6H2O
K6[V10O28]·9H2O
K6[V10O28]·10H2O
Ca3[V10O28]·16H2O
K2Mg2[V10O28]·16H2O
K2Zn2[V10O28]·16H2O
Cs2Mg2[V10O28]·16H2O
Cs4Na2[V10O28]·10H2O
K4Na2[V10O28]·16H2O
Sr3[V10O28]·22H2O
Ba3[V10O28]·19H2O
[(C6H5)4P]H3V10O28·4CH3CN
Ag6[V10O28]·4H2O